# 莱永河
莱永河（法語：Layon，法語發音：[lɛjɔ̃] ⓘ）是法國的河流，位於該國西部，屬於卢瓦尔河的左支流，河道全長90公里，流域面積950平方公里，平均流量每秒4.05立方米，發源自圣莫里斯-拉富日勒斯附近，河口處在卢瓦尔河畔沙洛讷附近。
莱永河流域是卢瓦尔红酒产区的重要部分。

## 外部連結
- http://www.geoportail.fr （页面存档备份，存于）
- Sandre数据库中的莱永河 （页面存档备份，存于）